# سانتیاگو لوپز (بازیکن فوتبال، زاده ۱۹۸۹)
سانتیاگو لوپز (انگلیسی: Santiago López؛ زادهٔ ۱۹ آوریل ۱۹۸۹) بازیکن فوتبال اهل آرژانتین است.